# I'll Wake You When Spring Awakes
I'll Wake You When Spring Awakes е първото EP на германската мелодична дет метъл група Deadlock. Това е последния албум с участието на басиста Ханс-Георг Бартман и липса на женски вокали.

## Участници
- Йоханес Прем – вокали
- Тобиас Граф – ударни
- Ханс-Георг Бартман – бас
- Себащиан Райхъл – китари